# Seznam standardů ISO pro romanizaci
Seznam standardů ISO upravujících transliterace a transkripce (přepisy) písem do latinky (romanizace).

## Romanizace
- ISO 9 — cyrilice
- ISO 233 — arabské písmo
  - ISO 233-2:1993 — zjednodušený přepis
- ISO 259 — hebrejské písmo
  - ISO 259-2:1994 — zjednodušený přepis
  - ISO 259-3:1996 — fonemický přepis
- ISO 843 — řecká abeceda
- ISO 3602 — japonské znaky (základem mezinárodní normy je kunreišiki, vedle toho je i striktní forma)
  - ISO 3602 Strict – japonské znaky, striktní forma, vlastně převzatý systém nihonšiki
- ISO 7098 — čínské znaky (jako mezinárodní norma byl přijat pchin-jin)
- ISO 9984 — gruzínské písmo
- ISO 9985 — arménské písmo
- ISO 11940 — thajské písmo
  - ISO 11940-2 — zjednodušený přepis
- ISO 11941 — korejské písmo (obsahuje dva odlišné systémy pro Jižní a Severní Koreu)
- ISO 15919 — dévanágarí a některá další indická písma